# Sphaeromopsis serriguberna
Sphaeromopsis serriguberna is een pissebed uit de familie Sphaeromatidae. De wetenschappelijke naam van de soort is voor het eerst geldig gepubliceerd in 1981 door Holdich & Harrison.